# Classica Loid
《Classica Loid》（日語：クラシカロイド）是由日本動畫公司日昇動畫及日本無線電視頻道NHK共同合作推出的原創日本動畫作品。
在2016年10月8日起在NHK教育频道第一季首播。第二季在2017年10月7日起在NHK教育频道首播。
以古典音樂和幽默為主題。
监督由《银魂》的藤田阳一出任，《战国BASARA》的土林诚负责角色原案，以及《银魂》《机动战士鋼彈00》的日升动画负责制作。

## 故事簡介
住在依靠音樂來振興都市中的高中生音羽歌苗和神楽奏助面前，突然出現了由貝多芬和莫扎特兩人所組成的可疑音樂組合「Classicaloid」。他們所演奏的音樂「Musik」中有著奇妙的力量，可以引發星辰降落、巨大機器人出現等怪事，讓他們每天過得提心吊膽……
但可怕的是巴哈、肖邦和舒伯特等人接連出現，究竟他們力量中隱藏巨大謎團是什麼？Classicaloid到底是人類的朋友亦或是敵人呢……！？

## 登場人物

### 主角
貝多芬（ベートーヴェン）
配音：杉田智和
偏执、傲慢，然而是天才。非常讲究而且顽固，拥有惊人的求知欲。与达成信念之前决不罢休、非常自我的一面相反，也有些许不懂人情世故。奇妙地拥有着纯粹且纯情的一面。
莫扎特（モーツァルト）
配音：梶裕貴
奔放、幼稚，但是很天才。天真烂漫且孩子气，随心所欲而活的类型没有常识的地方也很多，然而本人对此毫无意识，依然我行我素。完全不懂得察言观色，将周围人耍的团团转的事也……
音羽歌苗（おとわ かなえ）
配音：小松未可子
作为从祖母那里继承来的洋馆·音羽馆的房东，守护着大家的高中一年级学生。本来应该是家世显赫的大小姐，却因为父亲肆意挥霍财产，年纪轻轻就成为了要为生计而苦恼的大忙人。拥有非常认真的一面，也很能包容像classicaloid那样的自由人。
神楽奏助（かぐら そうすけ）
配音：島崎信長
歌苗的青梅竹马，各种意义上的普通高中一年级学生。虽然憧憬并想成为有名的音乐家，但是乐器的练习也没能坚持下去，摆脱平凡的可能为零。假装是音乐家的跟风者。
肖邦
配音：鳥海浩輔
内心纤细，非常消极的性格。正如大家看到的一样内向，总是一个人默默地与网络世界为乐。依赖着李斯特，外出时也经常和她一起行动，唯二交房租的人。
。
李斯特（リスト）
配音：能登麻美子
简而言之“爱”就是全部的博爱主义者。虽然实际上李斯特是男性，但为什么现在又作为女性在讴歌爱呢。觉得把歌苗称作小猫咪很可爱，唯二交房租的人。
舒伯特（シューベルト）
配音：前野智昭
将贝多芬敬为前辈，贝多芬前辈的迷弟。一根筋的正经，正经过头以致难以变通，反而有点脱线。不知为何对莫扎特有厌恶之情。
音羽華多留（おとわ ワタル）
配音：松岡禎丞
第二季登場，十二歲左右的少年，個性早熟且有點自我中心，總是毫不留情的嘲弄吐槽其他人的幼稚行為。自稱是歌苗失散多年的弟弟，但實際上的身分似乎跟其他的ClassicaLoid有些關聯...？

### 其他角色
柴可夫斯基（チャイコフスキー）
配音：遠藤綾
一般称为“柴可”。虽然实际上柴可夫斯基是男性，但为什么现在变成了操着日本东北地区口音的美少女，与巴达捷夫斯卡组成偶像二人组——CLASKEY:KLASKY，活跃在人们的视线中。是能听懂巴赫说的音乐用语的宝贵存在。
巴达捷夫斯卡（バダジェフスカ）
配音：M・A・O
一般称为“巴达”。与柴可夫斯基组成偶像二人组——CLASKEY:KLASKY，活跃在人们的视线中。有点天然呆的传统派美少女，总是缺乏自信，感觉有点像是柴可的陪衬。
巴赫
配音：楠大典
雄壮、卓越，当然也是天才。作为偶像二人组CLASKEY:KLASKY的音乐制作人“J.S.巴赫”，压倒性地获得人们的支持。另一方面，作为超级音乐公司arkhè社的暗中支配者，力量强大。用“andante”之类的音乐用语说出自己的意图。
Pad君（パッド君）
配音：石田彰
搭载了人工智能的情报终端。奏助总是随身携带着，同伴一般的存在。
哈希
歌苗父亲带来养在音羽馆的一只鲸头鹳，音羽馆的吉祥物。
音羽響吾（おとわ きょうご）
配音：大川透
歌苗的父亲，“开心的事情最喜欢了”的发明家。沉迷毫无成果的发明，将音羽家的财产挥霍完的罪魁祸首。曾经被arkhè社雇佣而制造出classicaloid。与贝多和莫扎一起从arkhè社逃离，行踪不明。
三弦亜紀楽（みつる あきら）
配音：藤原夏海
arkhè社的社员，巴赫秘书一般的存在。醉心于巴赫，为了实现巴赫“八音”的目的而出谋划策。响吾制造classicaloid时，作为其助手。
乔丽
配音：水瀨祈
蕭邦創作的Arkhe Doll虛擬角色。
德弗（ドボちゃん）
配音：諏訪部順一
第二季登場，跟華多留一起行動的侏儒河馬，可以吃人類的食物，不知道為什麼竟然能使用Musik的力量，其真實身分似乎也不是普通的寵物...？

## 用語
音羽馆
音羽家族的洋馆
Classicaloid
人造人生命體
Musik
Classicaloid的能力
CLASKEY：KLASKY
偶像二人组
arkhè工作室
超级音乐公司
Arkhe Doll
偶像養成軟件
八音
巴赫背後的計劃
奧克多瓦
裝置藝術
Mituruloid
智能音樂機械人

## 製作人員
- 監督 - 藤田陽一（第1季）、馬引圭（第2季）
- 系列監修 - 藤田陽一（第2季）
- 系列構成 - 榊一郎（第1季）、土屋理敬
- 人物原案 - 土林誠
- 人物設計 - 橋本誠一、山本美佳（第2季）
- 概念設計 - 枝松聖（道具）、田中俊成（美術）、發智和宏（音樂影像板）、山下明彦（影像板）、髙橋飴（音樂衣裝）、内古閑智之（主視覺）、三沢伸[1]
- 美術監督 - 大山裕之、甲斐政俊（第1季）、吉田ひとみ（第2季）
- 色彩設計 - 中山久美子
- 攝影監督 - 千葉洋之
- 編輯 - 坂本久美子
- 音響監督 - 明田川仁 （Magic Capsule）
- 音樂 - 浜渦正志
- 音樂製作人 - 黑田學
- 音樂制作 - 日昇音樂出版
- 製作人 - 生地俊祐
- 動畫製作人 - 富川清晴（第1季）、關山晃弘（第2季）
- 制作統括 - 米村裕子、野島正宏、尾崎雅之
- 動畫製作 - 日昇（第1季）
- 動畫制作協力 - Magic Bus（各話制作協力）、C2C（各話制作協力）、A-Line（各話制作協力）、bridge（各話制作協力）
- 制作 - NHK ENTERPRISES
- 制作・著作 - NHK、BN Pictures

## 相關音樂

### 主題曲
クラシカロイドのテーマ
作曲、編曲：布袋寅泰、スティーヴ・リプソン

### 插入曲
| 話數  | 日文標題                                          | 資料 | 相關角色       | 改編自                                             |       |       |       |
| 第1季 | 第1季                                             | 第1季 | 第1季          | 第1季                                              | 第1季 | 第1季 | 第1季 |
| ----- | ------------------------------------------------- | --- | -------------- | -------------------------------------------------- | ----- | ----- | ----- |
| ♪01   | 情熱について語るべき2､3の真実 ～田園より～        | 演出者：布袋寅泰（Vocal：ハセガワダイスケ） 作詞：森雪之丞 作曲：ルートヴィヒ・ヴァン・ベートーヴェン 編曲：布袋寅泰                                                            | 贝多芬         | 《第六交響曲「田園」》Op.68                        |       |       |       |
| ♪02   | アイネクライネ・夜のムジーク                      | 演出者：tofubeats（Vocal：星咲花那） 作詞：tofubeats 作曲：ヴォルフガング・アマデウス・モーツァルト 編曲：tofubeats                                                             | 莫扎特         | G大調弦樂小夜曲,K.525                              |       |       |       |
| ♪02   | やってらんない気分                                | 演出者：CLASKEY:KLASKY（矢田喜多＆佐藤栞） 作詞：つんく 作曲：つんく 編曲：平田祥一郎                                                                                           | CLASKEY:KLASKY |                                                    |       |       |       |
| ♪03   | 4.A.M. Nocturne                                   | 演出者：EHAMIC 作詞：EHAMIC 作曲：フレデリック・ショパン 編曲：EHAMIC | 肖邦           | 《夜曲》Op.9,No.2                                  |       |       |       |
| ♪03   | 愛の矢の夢                                        | 演出者：浅倉大介（Vocal：石田燿子） 作詞：麻倉真琴 作曲：フランツ・リスト 編曲：浅倉大介                                                                                        | 李斯特         | 《愛之夢》第3號,S.541                              |       |       |       |
| ♪04   | 子守唄                                            | 作曲：フランツ・シューベルト | 舒伯特         | 《摇篮曲》op.98,D.498                              |       |       |       |
| ♪05   | SHALALA 悩んでても解決せん ～くるみ割り人形より～ | 演出者：つんく （Vocal：久岡めるも、堀内華央理、久保田玲子＆The一丁目混声合唱団） 作詞：つんく 作曲：ピョートル・チャイコフスキー 編曲：つんく♂クラシカロイド楽団 with 大久保薫 | 柴可夫斯基     | 《胡桃夹子组曲》Op.71a                             |       |       |       |
| ♪05   | 皇帝の美学                                        | 演出者：布袋寅泰（Vocal：竹内將人） 作詞：森雪之丞 作曲：ルートヴィヒ・ヴァン・ベートーヴェン 編曲：布袋寅泰                                                                    | 贝多芬         | 《第5號鋼琴協奏曲》Op.73                           |       |       |       |
| ♪07   | 炎のレクイエム                                    | 演出者：tofubeats（Vocal：松岡ななせ） 作詞：tofubeats 作曲：ヴォルフガング・アマデウス・モーツァルト 編曲：tofubeats                                                           | 莫扎特         | 《D小調安魂彌撒曲》K.626                           |       |       |       |
| ♪08   | Fool Love Rhapsody ～ハンガリー狂詩曲より～       | 演出者：浅倉大介（Vocal：米倉千尋） 作詞：麻倉真琴 作曲：フランツ・リスト 編曲：浅倉大介                                                                                        | 李斯特         | 《匈牙利狂想曲》第2號,S.244                        |       |       |       |
| ♪09   | 六弦の怪物（モンスター） ～クロイツェルより～     | 演出者：布袋寅泰（Vocal：浦井健治） 作詞：森雪之丞 作曲：ルートヴィヒ・ヴァン・ベートーヴェン 編曲：布袋寅泰                                                                    | 贝多芬         | 《第9小提琴奏鸣曲》Op.47                           |       |       |       |
| ♪10   | 夜半（ヨワ）の月 ～幻想即興曲より～               | 演出者：EHAMIC 作詞：EHAMIC 作曲：フレデリック・ショパン 編曲：EHAMIC | 肖邦           | 《升c小调幻想即兴曲》,Op.66                        |       |       |       |
| ♪10   | 恋はジョリジョリ ～華麗なる大円舞曲より～         | 演出者：EHAMIC 作詞：EHAMIC 作曲：フレデリック・ショパン 編曲：EHAMIC | 肖邦           | 《降E大調華麗大圓舞曲》,Op.18                      |       |       |       |
| ♪12   | How to Win! ～トッカータとフーガより～            | 演出者：つんく （Vocal：楠木勇有行） 作詞：つんく 作曲：ヨハン・セバスティアン・バッハ 編曲：つんく クラシカロイド楽団 with 鈴木俊介                                            | 巴赫           | 《D小調托卡塔與賦格》, BWV 565                     |       |       |       |
| ♪13   | ます                                              | 作曲：フランツ・シューベルト | 舒伯特         | 《A大调钢琴五重奏》 第4乐章「鳟鱼」,D.667          |       |       |       |
| ♪14   | 嗚呼 えんどれすどりいむ ～乙女の祈りより～        | 演出者：つんく♂（Vocal：小湊美和） 作詞：つんく 作曲：テクラ・バダジェフスカ 編曲：つんく♂クラシカロイド楽団 with 溝口雅大                                                      | 巴达捷夫斯卡   | 《少女的祈祷》Op.4                                 |       |       |       |
| ♪17   | みかんゾンビマーチ ～トルコ行進曲より～           | 演出者：tofubeats（Vocal：天月-あまつき-） 作詞：tofubeats 作曲：ヴォルフガング・アマデウス・モーツァルト 編曲：tofubeats                                                       | 莫扎特         | 《第11號鋼琴奏鳴曲》第三乐章「土耳其进行曲」,K.331 |       |       |       |
| ♪18   | 魔力のアリア                                      | 演出者：つんく（Vocal：大橋ヒカル Rap：U.M.E.D.Y.） 作詞：つんく 作曲：ヨハン・セバスティアン・バッハ 編曲：つんく♂クラシカロイド楽団 with 大久保薫                             | 巴赫           | 《G弦上的詠嘆調》BWV 1068                          |       |       |       |
| ♪19   | 白鳥ROCK ～白鳥の湖より～                         | 演出者：つんく （Vocal：針尾ありさ） 作詞：つんく 作曲：ピョートル・チャイコフスキー 編曲：つんく♂クラシカロイド楽団 with 平田祥一郎                                            | 柴可夫斯基     | 《天鵝湖》组曲第一幕,Op.20                         |       |       |       |
| ♪20   | 疾風怒濤 ～交響曲第25番より～                     | 演出者：tofubeats（Vocal：中川晃教） 作詞：tofubeats 作曲：ヴォルフガング・アマデウス・モーツァルト 編曲：tofubeats                                                             | 莫扎特         | 《第二十五交響曲》K.183                            |       |       |       |
| ♪21   | シューベルトの魔王道                              | 演出者：シューベルト(CV：前野智昭) 作詞：丸省 作曲：フランツ・シューベルト 編曲：アボカズヒロ                                                                                   | 舒伯特         | 敘事曲《魔王》                                     |       |       |       |
| ♪22   | 豊穰の夢 ～エリーゼのためにより～                 | 演出者：布袋寅泰（Vocal：田中彩子） 作詞：森雪之丞 作曲：ルートヴィヒ・ヴァン・ベートーヴェン 編曲：布袋寅泰                                                                    | 貝多芬         | 《給愛麗絲》                                       |       |       |       |
| ♪23   | Funk稻妻つ！ ～無伴奏チェロより～                 | 演出者：楠木勇有行、Emyli、Alisa K 作詞：つんく 作曲：ヨハン・セバスティアン・バッハ 編曲：つんく クラシカロイド楽団 with 鈴木俊介                                              | 巴赫           | 《無伴奏大提琴組曲》                               |       |       |       |
| ♪24   | すべては愛から 〜ブランデンブルク協奏曲より〜     | 演出者：久岡めるも、針尾ありさ、あゆべえ＆The一丁目混声合唱団 作詞：つんく 作曲：ヨハン・セバスティアン・バッハ 編曲：つんく クラシカロイド楽団 with 鈴木俊介                   | 巴赫           | 《布蘭登堡協奏曲》                                 |       |       |       |
| ♪25   | 世界はMUSIC!! ～魔笛より～                        | 演出者：tofubeats（Vocal：中川晃教） 作詞：tofubeats 作曲：ヴォルフガング・アマデウス・モーツァルト 編曲：tofubeats                                                             | 莫扎特         | 《魔笛》                                           |       |       |       |
| ♪25   | 大宇宙音楽讃歌No.9 ～交響曲第9番より～            | 演出者：布袋寅泰（Vocal：岸祐二） 作詞：森雪之丞 作曲：ルートヴィヒ・ヴァン・ベートーヴェン 編曲：布袋寅泰                                                                      | 貝多芬         | 第9號交響曲 《歡樂頌》                             |       |       |       |
| 第2季 |                                                   | |                |                                                    |       |       |       |
| ♪1    | 出発進行!!伝説へ ～新世界から第4楽章より～        | 演出者：千聖(Vocal:みく) 作詞：みく 作曲：ドヴォルザーク 編曲：みく | 德弗札克       | 第9號交響曲《來自新世界》                          |       |       |       |
| ♪2    | 無敵のソナタ ～交響曲第7番より～                  | 演出者：布袋寅泰（Vocal：西川貴教） 作詞：森雪之丞 作曲：ルートヴィヒ・ヴァン・ベートーヴェン 編曲：布袋寅泰                                                                    | 貝多芬         | 《第7號交響曲》                                    |       |       |       |
| ♪3    | ラブゲーム大作戦 〜フィガロの结婚より〜           | 演出者：tofubeats（Vocal：遠藤瑠香、藤城リエ） 作詞：tofubeats 作曲：ヴォルフガング・アマデウス・モーツァルト 編曲：tofubeats                                                   | 莫扎特         | 费加罗的婚礼序曲                                   |       |       |       |
| ♪4    | 小犬のカーニバル ～小犬のワルツより～             | 演出者：EHAMIC 作詞：EHAMIC 作曲：フレデリック・ショパン 編曲：EHAMIC | 蕭邦           | 《小狗圓舞曲》                                     |       |       |       |
| ♪5    | Life is beautiful ～ザ･グレートより～             | 演出者：シューベルト(CV：前野智昭) 作詞：IMMI 作曲：フランツ・シューベルト 編曲：A-bee                                                                                          | 舒伯特         | 第9號交響曲《偉大》                                |       |       |       |
| ♪9    | 雨だれと憂事                                      | 演出者：EHAMIC 作詞：EHAMIC 作曲：フレデリック・ショパン 編曲：EHAMIC | 蕭邦           | 前奏曲Op.28, No. 15 《雨滴》                       |       |       |       |
| ♪9    | Song for the moon ～月光より～                    | 演出者：布袋寅泰（Vocal：Jasmine Rodgers） 作詞：Jasmine Rodgers 作曲：ルートヴィヒ・ヴァン・ベートーヴェン 編曲：布袋寅泰                                                      | 貝多芬         | 《月光奏鳴曲》第一&第三樂章                        |       |       |       |
| ♪10   | 愛の鐘 ～ラ･カンパネラより～                      | 演出者：浅倉大介（Vocal：貴水博之） 作詞：麻倉真琴 作曲：フランツ・リスト 編曲：浅倉大介                                                                                        | 李斯特         | 鋼琴獨奏曲《鐘聲》                                 |       |       |       |
| ♪19   | HAVE A NICE DAY! ─オーボエ協奏曲より─             | 演出者：tofubeats 作詞：tofubeats 作曲：ヴォルフガング・アマデウス・モーツァルト 編曲：tofubeats                                                                                | 莫扎特         | C大調雙簧管協奏曲                                  |       |       |       |
| ♪21   | ジャパニメーショソ英雄ポロネーズ                  | 演出者：EHAMIC 作詞：EHAMIC 作曲：フレデリック・ショパン 編曲：EHAMIC | 蕭邦           | 降A大調波蘭舞曲《英雄》                            |       |       |       |
| ♪24   | 光の旅人 ～交響曲第40番より～                     | 演出者：tofubeats（Vocal：中川晃教） 作詞：tofubeats 作曲：ヴォルフガング・アマデウス・モーツァルト 編曲：tofubeats                                                             | 莫扎特         | 《第四十交響曲》K.550                              |       |       |       |
| ♪24   | 運命、崩れ落ちる ～交響曲第5番より～              | 演出者：布袋寅泰（Vocal：橋本さとし） 作詞：森雪之丞 作曲：ルートヴィヒ・ヴァン・ベートーヴェン 編曲：布袋寅泰                                                                  | 貝多芬         | 第5號交響曲《命運》                                |       |       |       |

## 各話列表
| 話數  | 原文標題 | 中文標題                     | 腳本       | 分鏡               | 演出           | 作畫監督 （總作畫監督）           | 播放日期       |
| 第1季 | 第1季    | 第1季                        | 第1季      | 第1季              | 第1季          | 第1季                             | 第1季          |
| ----- | -------- | ---------------------------- | ---------- | ------------------ | -------------- | --------------------------------- | -------------- |
| 01    |          | 貝多與莫札與音羽館           | 榊一郎     | 藤田陽一 安彦英二  | 越田知明       | 前田清明 （橋本誠一）             | 2016年 10月8日 |
| 02    |          | 出來吧 Musik                 | 松原秀     | 田中孝行           | 鈴木芳成       | 山本美佳                          | 10月15日       |
| 03    |          | 蕭蕭與小李                   | こぐれ京   | 窪岡俊之           | 清水一伸       | 細田沙織、鈴木祥子                | 10月22日       |
| 04    |          | 徬徨的後輩                   | 土屋理敬   | 山下明彦           | 山下明彦       | 奥田淳                            | 10月29日       |
| 05    |          | 漆黑的餃子                   | きだつよし | 高柳哲司           | 関谷真実子     | 島村秀一                          | 11月5日        |
| 06    |          | 揭開序幕的Classicaloid       | 土屋理敬   | 河村智之           | 河村智之       | 小暮昌広                          | 11月12日       |
| 07    |          | 山王                         | 浅川美也   | 山本靖貴           | 松下周平       | 奥田淳                            | 11月19日       |
| 08    |          | 女子聚會的一天               | こぐれ京   | 島崎奈々子         | 島崎奈々子     | 中山初絵、高橋瑞紀                | 11月26日       |
| 09    |          | 向著黑暗的彼岸               | きだつよし | 越田知明           | 越田知明       | 前田清明                          | 12月3日        |
| 10    |          | 親愛的喬麗                   | 土屋理敬   | 窪岡俊之           | いわもとやすお | 山田英子、下条祐未                | 12月10日       |
| 11    |          | 至少 做做家務                | 松原秀     | 山口ひかる         | 山口ひかる     | 山本美佳                          | 12月17日       |
| 12    |          | J·S·巴赫                     | きだつよし | 河村智之           | 関谷真実子     | 早乙女啓、徳田夢之介 （橋本誠一） | 12月24日       |
| 13    |          | 鱒魚                         | 土屋理敬   | 高柳哲司           | 岡辰也         | 谷津美弥子                        | 2017年 1月7日  |
| 14    |          | CLAKLA要解散 歌苗要出道      | こぐれ京   | 大橋誉志光         | 中野彰子       | 奥田淳                            | 1月14日        |
| 15    |          | 地獄學園祭                   | 松原秀     | migmi              | migmi          | 藤井真澄、高橋あやこ              | 1月21日        |
| 16    |          | 快去工作 貝多 莫扎           | 浅川美也   | 久行宏和           | 前屋俊宏       | 永井泰平、徳川恵梨                | 1月28日        |
| 17    |          | 橘子 橘子 烤橘子             | きだつよし | 松下周平           | 松下周平       | 小暮昌広、米山浩平                | 2月4日         |
| 18    |          | Minoruloid與餃鰻君           | 土屋理敬   | 窪岡俊之           | 清水一伸       | 仲田美歩、河野絵美                | 2月11日        |
| 19    |          | 戀愛必死                     | こぐれ京   | 越田知明           | 越田知明       | 久行宏和                          | 2月18日        |
| 20    |          | 其名莫扎特                   | 松原秀     | 大橋誉志光         | 島崎奈々子     | 山本美佳、武本大介                | 2月25日        |
| 21    |          | 突破                         | きだつよし | 高柳哲司           | 関谷真実子     | 前田清明、松原一之                | 3月4日         |
| 22    |          | 一流的男人                   | 松原秀     | 久行宏和           | 岡辰也         | 谷津美弥子、中澤勇一              | 3月11日        |
| 23    |          | 八音的世界·前篇              | 土屋理敬   | 河村智之           | 河村智之       | 早乙女啓、藤井真澄                | 3月18日        |
| 24    |          | 八音的世界·後篇              | 土屋理敬   | 綿田慎也           | 綿田慎也       | 中野彰子、稲熊一晃                | 3月25日        |
| 25    |          | 來自宇宙的安可               | こぐれ京   | 松下周平 河村智之  | 越田知明       | 奥田淳 （橋本誠一）               | 4月1日         |
| 第2季 |          |                              |            |                    |                |                                   |                |
| 01    |          | 河馬與弟弟與音羽館           | 土屋理敬   | 馬引圭             | 馬引圭         | 稲熊一晃、小暮昌広 （橋本誠一）   | 10月7日        |
| 02    |          | My Little Brother            | きだつよし | 久行宏和           | 前島健一       | 鈴木伸一                          | 10月14日       |
| 03    |          | 一見鍾情                     | こぐれ京   | 越田知明           | migmi          | 山本美佳、藤井真澄                | 10月21日       |
| 04    |          | Fever! Let's 噗嘰！          | 浅川美也   | 宮崎なぎさ         | イム ガヒ      | 早乙女啓、江森真理子              | 10月28日       |
| 05    |          | 偉大的男人                   | 上代務     | 成田歳法           | 岡辰也         | 野道佳代、齋藤香織                | 11月4日        |
| 06    |          | 母親與螃蟹 河馬與犀牛        | 山田由香   | 久行宏和           | 清水明         | 鈴木伸一                          | 11月11日       |
| 07    |          | 歌苗 徵集對象中              | 土屋理敬   | 島崎奈々子         | 島崎奈々子     | 中野彰子                          | 11月18日       |
| 08    |          | 說謊不知恥 早晚成莫扎        | 山田由香   | 松下周平           | 松下周平       | 稲熊一晃                          | 11月25日       |
| 09    |          | 沒有圓的世界                 | 上代務     | こでらかつゆき     | 土屋康郎       | 大河原晴男、萩原省智              | 12月2日        |
| 10    |          | 李斯特 vs. 李斯特 命運的鐘聲 | 上代務     | migmi              | migmi          | 小暮昌広、藤井真澄                | 12月9日        |
| 11    |          | 只有鹽啊                     | こぐれ京   | 宮崎なぎさ         | 熨斗谷充孝     | 鈴木伸一                          | 12月16日       |
| 12    |          | 瓦格納的野望                 | 土屋理敬   | 綿田慎也           | 町谷俊輔       | 早乙女啓、黒川あゆみ              | 12月23日       |
| 13    |          | 忘年會！紅白Musik合戰        | 上代務     | こでらかつゆき     | 平沼加名       | 江森真理子                        | 12月30日       |
| 14    |          | 戀愛吧偶像 旅行吧倭河馬      | 神山修一   | 久行宏和           | 工藤寛顕       | 原由美子、シン ミンソプ           | 2018年 1月6日  |
| 15    |          | 音羽相撲俱樂部               | 山田由香   | 菱田正和           | 島崎奈々子     | 中野彰子、立花希望                | 1月13日        |
| 16    |          | 與未知的再會                 | こぐれ京   | 齋藤昭裕           | 清水明         | 鈴木伸一、永井泰平                | 1月20日        |
| 17    |          | 荒野Western Loid             | 上代務     | 松下周平           | 松下周平       | 稲熊一晃、江森真理子              | 1月27日        |
| 18    |          | 再見了 姐姐                  | 山田由香   | 山本靖貴           | 平沼加名       | 久行宏和、早乙女啓                | 2月3日         |
| 19    |          | 舒伯特的憂鬱                 | 土屋理敬   | 宮崎なぎさ         | 高橋順         | 西島加奈、板倉和弘                | 2月10日        |
| 20    |          | 德沃的憂鬱                   | きだつよし | 町谷俊輔           | 島崎奈々子     | 黒川あゆみ、小暮昌広              | 2月17日        |
| 21    |          | 英雄蕭邦                     | 神山修一   | 齋藤昭裕           | 辻橋綾佳       | 大河原晴男、萩原省智              | 2月24日        |
| 22    |          | 巴赫CLAKLA尼伯龍根           | 上代務     | 久行宏和           | 小坂春女       | 鈴木伸一、永井泰平                | 3月3日         |
| 23    |          | 故人歸來城池立               | こぐれ京   | 渡辺正樹           | 平沼加名       | 中野彰子、早乙女啓                | 3月10日        |
| 24    |          | 姐弟                         | 山田由香   | 齋藤昭裕、松下周平 | 松下周平       | 山本美佳、立花希望                | 3月17日        |
| 25    |          | 最後的Classicaloid           | 土屋理敬   | 馬引圭             | 馬引圭         | 稲熊一晃、黒川あゆみ              | 3月24日        |

## 播放平台
日本深夜動畫：下文記載的日本国内播放時間使用日本標準時間（UTC+9）表示。因為部分時間标识會採用30小时制，因此請留意这类超过24:00的时间，其實際播放時間為翌日清晨。
| 播放日期                     | 播放時間                           | 播放電視台  | 播放地區   | 備註          |
| ---------------------------- | ---------------------------------- | ----------- | ---------- | ------------- |
| 2016年10月8日 - 2017年4月1日 | 星期六 17:30 - 17:55（星期六晚上） | NHK教育頻道 | 日本東京都 | 第一季 製作局 |
| 2017年10月7日 -              | 星期六 17:35 - 18:00（星期六晚上） | NHK教育頻道 | 日本東京都 | 第二季 製作局 |

| 網路播放日期          | 網路播放時間               | 播放網路平台   | 備註             | 2017年10月7日 - |
| --------------------- | -------------------------- | -------------- | ---------------- | --------------- |
| 星期六 19:00 晚上更新 | bilibili                   | 第二季簡體字幕 | 2017年10月14日 - |                 |
| 巴哈姆特動畫瘋        | 第二季繁體字幕(限台灣地區) |                |                  |                 |

## 相關商品

### CD
| 發售日期       | 標題                                                  | 規格編號      |
| 劇中曲         | 劇中曲                                                | 劇中曲        |
| -------------- | ----------------------------------------------------- | ------------- |
| 2016年12月21日 | クラシカロイド MUSIK Collection Vol.1                 | GBCL-2016     |
| 2017年2月22日  | クラシカロイド MUSIK Collection Vol.2                 | GBCL-2017     |
| 2017年4月26日  | クラシカロイド MUSIK Collection Vol.3                 | GBCL-2018     |
| 2017年4月26日  | クラシカロイド Original Sound Track                   | GBCL-2019/20  |
| 2017年12月13日 | クラシカロイド MUSIK Collection Vol.4                 | GBCL-2021     |
| 2018年2月14日  | クラシカロイド MUSIK Collection Vol.5                 | GBCL-2022     |
| 2018年4月11日  | クラシカロイド MUSIK Collection Vol.6                 | GBCL-2023     |
| 古典樂原曲     |                                                       |               |
| 2016年12月21日 | “ClassicaLoid” presents ORIGINAL CLASSICAL MUSIC No.1 | WPCS-13647    |
| 2017年2月22日  | “ClassicaLoid” presents ORIGINAL CLASSICAL MUSIC No.2 | WPCS-13648    |
| 2017年4月26日  | “ClassicaLoid” presents ORIGINAL CLASSICAL MUSIC No.3 | WPCS-13649/50 |
| 2017年9月6日   | “ClassicaLoid” presents Best Classics 100             | WPCS-13716/21 |
| 2017年10月25日 | クラシカロイド・オン・アイス                          | WPCS-13731/2  |
| 2017年12月13日 | “ClassicaLoid” presents ORIGINAL CLASSICAL MUSIC No.4 | WPCS-13740    |
| 2018年2月14日  | “ClassicaLoid” presents ORIGINAL CLASSICAL MUSIC No.5 | WPCS-13745    |
| 2018年4月11日  | “ClassicaLoid” presents ORIGINAL CLASSICAL MUSIC No.6 | WPCS-13758    |

### BD / DVD
| 卷 | 發售日期      | 收錄話數        | 規格編號   | 規格編號   |
| 卷 | 發售日期      | 收錄話數        | BD         | DVD        |
| -- | ------------- | --------------- | ---------- | ---------- |
| 1  | 2017年1月27日 | 第1話 - 第4話   | EYXA-11268 | EYBA-11260 |
| 2  | 2017年2月24日 | 第5話 - 第7話   | EYXA-11269 | EYBA-11261 |
| 3  | 2017年3月24日 | 第8話 - 第10話  | EYXA-11270 | EYBA-11262 |
| 4  | 2017年4月28日 | 第11話 - 第13話 | EYXA-11271 | EYBA-11263 |
| 5  | 2017年5月26日 | 第14話 - 第16話 | EYXA-11272 | EYBA-11264 |
| 6  | 2017年6月30日 | 第17話 - 第19話 | EYXA-11273 | EYBA-11265 |
| 7  | 2017年7月28日 | 第20話 - 第22話 | EYXA-11274 | EYBA-11266 |
| 8  | 2017年8月25日 | 第23話 - 第25話 | EYXA-11275 | EYBA-11267 |

## 外部連結
- 電視動畫「Classica Lloyd 第二季」動畫官方網站（页面存档备份，存于）（日語）
- 電視動畫「Classica Lloyd 第二季」NHKG動畫官方網站（页面存档备份，存于）（日語）
- 電視動畫「Classica Lloyd 第二季」巴哈姆特動畫瘋正版播出專題（页面存档备份，存于）
- 電視動畫「Classica Lloyd 第一季」官方的X（前Twitter）
- 電視動畫「Classica Lloyd 第二季」官方的X（前Twitter）